# Muzeum Regionalne w Brzezinach
Muzeum Regionalne w Brzezinach – muzeum położone w Brzezinach. Placówka jest miejską jednostka organizacyjną.
Muzeum powstało w 1972 z inicjatywy Towarzystwa Przyjaciół Ziemi Brzezińskiej, którego członkowie już od 1965 gromadzili muzealne eksponaty. Początkowo siedzibą placówki były pomieszczenia przedszkola przy ul. Świerczewskiego 49 (obecnie: Piłsudskiego). W 1981 placówka została przeniesiona do zaadaptowanych pomieszczeń neogotyckiego pałacyku Buynów z 1903. Obiekt ten jest miejscem urodzenia pisarki Marii Buyno-Arctowej oraz aktora Zbigniewa Zamachowskiego.
Na wystawę stałą muzeum składają się stałe ekspozycje:
- „Archeologia – Zaginione miasto”, prezentująca eksponaty pochodzące z wykopalisk archeologicznych, prowadzonych na terenie Brzezin i okolic (m.in. skarb srebrnych monet z XIV i XV wieku z Dmosina)[2] oraz inne historyczne pamiątki (m.in. płyty nagrobkowe)
- „Wielokulturowe miasto krawców”, ukazująca rozwój rzemiosła krawieckiego w mieście, którego rozkwit przypada na lata I wojny światowej oraz międzywojenne. W ramach wystawa prezentowana jest jedna z największych w kraju kolekcji żelazek oraz maszyn do szycia marki Singer. Uzupełnieniem wystawy jest rekonstrukcja warsztatu krawieckiego z początków XX wieku,
- „Salonik mieszczański”, ukazująca wnętrza mieszczańskie z przełomu XIX i XX wieku,
- „Izba ludowa z początku XX wieku”, zawierająca eksponaty, związane z kultura ludową Ziemi Brzezińskiej. Ekspozycja zawiera stroje ludowe, narzędzia i sprzęty rzemieślnicze oraz rolnicze oraz sztukę (malarstwo nieprofesjonalne).

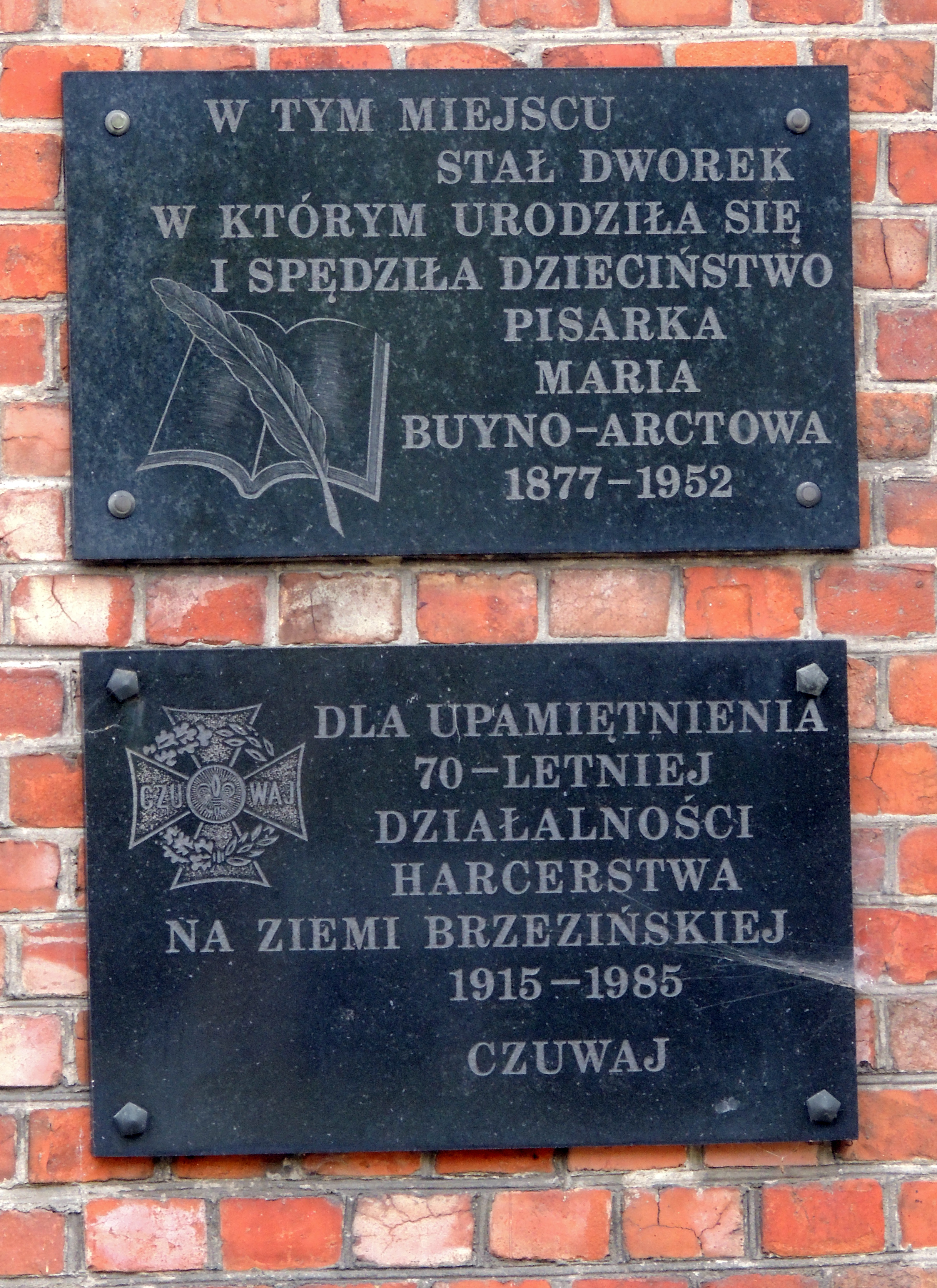
Tablice pamiątkowe na gmachu muzeum

Muzeum jest obiektem całorocznym, czynnym z wyjątkiem sobót. Wstęp jest płatny.